# 樊吉人
樊吉人（？年—1643年），字謙六，直隸元城縣（今河北省元城縣）人。明朝政治人物，崇禎丁丑進士。

## 生平
崇禎三年（1630年）庚午科順天鄉試第八十三名舉人，十年（1637年）丁丑科進士。兵部观政，十一年二月授山西长治知县，十二年调济阳县，十四年調滋陽縣知縣，十五年升兖州府同知，累擢山東兵備僉事。未成行，崇禎十六年（1643年）清兵入塞，攻破兗州城，樊吉人自刎死。

## 家族
曾祖樊以北；祖樊士友，耆寿；父樊承训，儒官。